# 武田克巳
武田 克己（たけだ かつみ、1988年9月27日 - ）は日本の元俳優である。大阪府出身。血液型はA型。身長170cm。体重50kg。元グレース所属。

## 人物
趣味・特技はダンス・歌・舞台鑑賞。
母に勧められ、4歳の頃から芸能活動を開始。グレースに所属した後CMやドラマ等で子役ながらも存在感をアピールし続け、大阪MBS劇場で上演されていた劇団四季ミュージカル「ライオンキング」にヤングシンバ役で出演。初日から千秋楽まで出演し続けた。その後、東京公演に出演。それ以前にも「美女と野獣」で劇団四季の舞台をふんでいる。当時はまだ小柄で幼さの残る容姿であったが、劇団四季芸術総監督である浅利慶太からも「天才」と評されるほどの演技力と歌唱力、演劇に関してのストイックさを見せ付け、大多数のファンを獲得していた。また東宝ミュージカルである「王様と私」では双子役ながらも出演し、演劇、ミュージカルといった方面での活動を主に行っていた。「ライオンキング」終了後はミュージカルプロ養成スクール（養成学校）「ダンスオブハーツ」に所属し、演技力、歌唱力、ダンス等の技術を高めていたが、現在では一切の芸能活動をしておらず、グレースにも在籍していない様子。

## 主な出演作品

### テレビ
- 「危険な協奏曲」北尾根大介役
- 連続テレビ小説「ふたりっ子」森山史郎（回想）役
- 「いのちの現場から7」阿部伸二役
- 「ぐるぐるナインティナイン」
- 「超・元気がでるテレビ」
- 「輝け!新タレント名鑑」
- 「新・部長刑事アーバンポリス24」
- 「ハウス食品カリー工房（CM）」（1995年-1996年）
- 「ダイワハウス（CM）」

### 舞台
- 劇団四季「美女と野獣」（1995年〜1998年）チップ役
- 「ライオンキング」（1999年〜2001年）ヤングシンバ役
- 「王様と私」双子役

### ラジオドラマ
- 「G戦場ヘヴンズドア」菅井金治役